# Atoll Pelotas
L’atoll Pelotas est une île corallienne faisant partie des récifs d'Entrecasteaux, au nord-ouest de la Nouvelle-Calédonie.

## Géographie
Il est au nord des récifs d'Entrecasteaux qui constituent l'extrémité nord-ouest du lagon de l'archipel de la Nouvelle-Calédonie et au sud de l'atoll de la Surprise. Il est distant d'environ 120 milles marins (193 km) de la pointe nord-ouest de la Grande Terre.